# Richelieu (Bas-Canada)
Pour les articles homonymes, voir Richelieu.
Richelieu est un district électoral de la Chambre d'assemblée du Bas-Canada ayant existé de 1792 à 1838.

## Histoire
Son territoire regroupe le bas Richelieu, rive est: Île Saint-Ignace, île du Pas, partie de Saint-Ours, Yamaska, Saint-Denis, Saint-Charles, Saint-Hyacinthe
Richelieu est l'un des 27 districts électoraux instaurés lors de la création du Bas-Canada par l'Acte constitutionnel de 1791. Il s'agit d'un district représenté conjointement par deux députés, parfois d’allégeance différente. Lors de la refonte de la carte électorale de 1829, une partie du district est détachée et devient le district de Saint-Hyacinthe. Il est suspendu de 1838 à 1841 en raison de la Rébellion des Patriotes. À partir de 1841, le district est conservé au sein du Parlement de la province du Canada.

## Liste des députés

### Siègeno1
| Années | Années      | Député                              | Parti       |
| ------ | ----------- | ----------------------------------- | ----------- |
|        | 1792 - 1796 | Pierre Guerout                      | Bureaucrate |
|        | 1796 - 1800 | Charles Hus dit Millet              | Canadien    |
|        | 1800 - 1804 | Louis-Édouard Hubert                | Indépendant |
|        | 1804 - 1808 | Louis Bourdages                     | Canadien    |
|        | 1808 - 1809 | Louis Bourdages                     | Canadien    |
|        | 1809 - 1810 | Louis Bourdages                     | Canadien    |
|        | 1810 - 1814 | Louis Bourdages                     | Canadien    |
|        | 1815 - 1816 | Séraphin Cherrier                   | Canadien    |
|        | 1816 - 1820 | Séraphin Cherrier                   | Canadien    |
|        | 1820 - 1820 | François Saint-Onge                 | Indépendant |
|        | 1820 - 1824 | François Saint-Onge                 | Indépendant |
|        | 1824 - 1827 | François-Roch de Saint-Ours         | Canadien    |
|        | 1827 - 1830 | François-Roch de Saint-Ours         | Patriote    |
|        | 1830 - 1832 | François-Roch de Saint-Ours         | Indépendant |
|        | 1832 - 1834 | Clément-Charles Sabrevois de Bleury | Patriote    |
|        | 1834 - 1837 | Clément-Charles Sabrevois de Bleury | Patriote    |
|        | Bureaucrate | Clément-Charles Sabrevois de Bleury |             |

### Siègeno2
| Années | Années      | Député                             | Parti       |
| ------ | ----------- | ---------------------------------- | ----------- |
|        | 1792 - 1796 | Benjamin-Hyacinthe-Martin Cherrier | Canadien    |
|        | 1798 - 1800 | Benjamin-Hyacinthe-Martin Cherrier | Canadien    |
|        | 1800 - 1804 | Charles Benoit Livernois           | Canadien    |
|        | 1804 - 1808 | Louis Brodeur                      | Canadien    |
|        | 1808 - 1809 | Hyacinthe-Marie Simon dit Delorme  | Canadien    |
|        | 1809 - 1810 | Hyacinthe-Marie Simon dit Delorme  | Canadien    |
|        | 1810 - 1814 | Hyacinthe-Marie Simon dit Delorme  | Canadien    |
|        | 1815 - 1816 | François-Xavier Malhiot            | Canadien    |
|        | 1816 - 1820 | Jean Dessaulles                    | Canadien    |
|        | 1820 - 1820 | Jean Dessaulles                    | Canadien    |
|        | 1820 - 1824 | Jean Dessaulles                    | Canadien    |
|        | 1824 - 1827 | Jean Dessaulles                    | Canadien    |
|        | 1827 - 1830 | Jean Dessaulles                    | Indépendant |
|        | 1830 - 1834 | Jacques Dorion                     | Patriote    |
|        | 1834 - 1838 | Jacques Dorion                     | Patriote    |